# شاملو (نام خانوادگی)
شاملو یک نام خانوادگی، منسب به ایل شاملوست. افراد شاخص با این نام از این قرارند:
- احمد شاملو‌ شاعر و مترجم ایرانی
- سعید شاملو روانشناس ایرانی
- سپیده شاملو داستان‌نویس ایرانی
- مرتضی قلی خان شاملو شکسته‌نویس و حاکم هرات در عهد صفوی
- احمد شاملو مشهدی خوشنویس اوایل دوره قاجار
- مرتضی‌قلی خان شاملو  خوشنویس دوره صفوی
- علی‌قلی بیگ گورکان شاملو از رجال سیاسی نظامی دوره صفوی
- زینل‌بیگ بیگدلی شاملو از بزرگان ایل بیگدلی در دوره صفویه